# Beiersdorf AG
Beiersdorf AG este o companie producătoare de cosmetice din Germania, a cărei istorie începe din anul 1882. Beiersdorf deține marca Nivea.
Număr de angajați în 2009: 22.000
Cifra de afaceri în 2008: 5,9 miliarde Euro

## Beiersdorf în România
Compania este prezentă în România începând cu anul 2000.
Cifra de afaceri:
| Anul          | 2007 | 2000     |
| ------------- | ---- | -------- |
| milioane euro | 36   | 11,5 ($) |